# Mildred Davis (écrivain)
Pour les articles homonymes, voir Mildred Davis et Davis.
Œuvres principales
- La Chambre du haut (1948)

Mildred B. Davis est une autrice américaine de roman policier et de suspense, née le 27 juillet 1930 dans l'État de New York.

## Biographie
Elle donne la preuve très tôt de ses talents de conteuse, remportant de nombreux prix scolaires.  En 1948, elle est encore aux études quand elle publie, La Chambre du haut, un premier roman qui remporte un Edgar du Mystery Writers of America. Publié en France en 1950 dans la Série blême, il est réédité en 1965 dans la Série noire avec en exergue « Cet ouvrage a paru en 1950 dans la Série Blême. C'est sa qualité et le faible tirage de l'édition antérieure qui nous ont incités à la publier dans la Série Noire ».
Suivront une douzaine de romans qui oscillent entre détection et suspense jusqu'en 1977, date à laquelle elle cesse de publier pendant près de trente ans.
En 2006, avec l'aide de sa fille, Katherine (A. Davis) Roome, elle brise ce silence et entreprend la série Murder in Maine

## Œuvre

### Romans

#### SérieMurder in Maine
- 2006 : The Avenging of Nevah Wright, en collaboration avec Katherine Roome
- 2007 : Fly Man Murders, en collaboration avec Katherine Roome
- 2008 : The Butterfly Effect, en collaboration avec Katherine Roome

#### Autres romans
- The Room Upstairs (1950) Publié en français sous le titre La Chambre du haut, Paris, Gallimard, coll. Série blême no 15, 1950 ; réédition, Paris, Gallimard, Série noire no 931, 1965 ; réédition, Paris, Clancier-Guénaud, coll. Polar no 11, 1983 ; réédition, Paris, France-Loisirs, 1984 ; réédition, Paris, Clancier-Guénaud, coll. Série 33 no 10, 1988 ; réédition, Paris, Presses Pocket no 4615, 1992
- They Buried a Man (1953) Publié en français sous le titre Un homme est mort, Paris, Rivages/Mystère (Grand Format), 1994 ; réédition, Paris, Rivages/Mystère no 20, 1996
- Dark Place (1955) Publié en français sous le titre Dark Place, Paris, Rivages/Noir no 10, 1986
- The Voice on the Telephone (1964) Publié en français sous le titre La Voix au téléphone, Paris, Gallimard, coll. Série noire no 1003, 1966 ; réédition, Paris, Clancier-Guénaud, coll. Polar no 19, 1986 ; réédition, Paris, Presses Pocket no 2739, 1993
- The Sound of Insects (1966) Publié en français sous le titre Crime et chuchotements, Paris, Terrain Vague/Losfeld, 1990 ; réédition, Paris, Rivages/Mystère no 14, 1995
- Strange Corner (1967) Publié en français sous le titre Le Tournant mystérieux, Paris, Éditions Mondiales del Duca, coll. Intimité no 347, 1975 Publié en français dans une traduction intégrale sous le titre Le Tournant Mystérieux, Paris, Éditions du Rocher, Bibliothèque du suspense, 2003
- Walk into Yesterday (1967) Publié en français sous le titre Passé décomposé, Paris, Losfeld, Terrain Vague, 1991 ; réédition, Paris, Rivages/Mystère no 16, 1995
- The Third Half (1969) Publié en français sous le titre Le Château de la dernière part, Paris, Éditions Mondiales del Duca, coll. Intimité no 337, 1976 Publié en français dans une traduction intégrale sous le titre La Troisième Victime, Paris, Éditions du Rocher, Bibliothèque du suspense, 2002
- Three Minutes to Midnight (1971) Publié en français sous le titre Trois Minutes avant minuit, Paris, Pac, coll. Red Label no 21, 1979 ; réédition, Paris, Clancier-Guénaud, coll. Polar no 20, 1985 ; réédition, Paris, France-Loisirs, 1987 ; réédition, Paris, Éditions du Rocher, Bibliothèque du suspense, 2001
- The Invisible Border (1974)
- Tell Them What's-Her-Name Called (1975) Publié en français sous le titre Mort de quelqu'un, Paris, Fleuve noir, coll. Engrenage no 92, 1984 ; réédition, Paris, Rivages/Mystère no 37, 2000
- Scorpion (1977)
- Lucifer Land (1977), en collaboration avec Katherine A. Davis

### Nouvelle
- Suicide Hour (1954)

## Sources
- Claude Mesplède et Jean-Jacques Schleret, SN, voyage au bout de la Noire : inventaire de 732 auteurs et de leurs œuvres publiés en séries Noire et Blème : suivi d'une filmographie complète, Paris, Futuropolis, 1982, 476 p. (OCLC 11972030), p. 104-105.
- Claude Mesplède (dir.), Dictionnaire des littératures policières, vol. 1 : A - I, Nantes, Joseph K, coll. « Temps noir », 2007, 1054 p. (ISBN 978-2-910-68644-4, OCLC 315873251), p. 544-555.